# Brandara
Brandara é uma povoação portuguesa sede da Freguesia de Brandara do município de Ponte de Lima, freguesia com 2,51 km² de área e 420 habitantes (censo de 2021), tendo, por isso, uma densidade populacional de 167,3 hab./km².

## Demografia
A população registada nos censos foi:
| Distribuição da População por Grupos Etários | Distribuição da População por Grupos Etários | Distribuição da População por Grupos Etários | Distribuição da População por Grupos Etários | Distribuição da População por Grupos Etários |
| -------------------------------------------- | -------------------------------------------- | -------------------------------------------- | -------------------------------------------- | -------------------------------------------- |
| Ano                                          | 0-14 Anos                                    | 15-24 Anos                                   | 25-64 Anos                                   | > 65 Anos                                    |
| 2001                                         | 84                                           | 83                                           | 238                                          | 74                                           |
| 2011                                         | 66                                           | 54                                           | 233                                          | 89                                           |
| 2021                                         | 60                                           | 39                                           | 235                                          | 86                                           |